# Crisantophis nevermanni
Crisantophis nevermanni is een slang uit de familie toornslangachtigen (Colubridae) en de onderfamilie Dipsadinae.

## Naam en indeling
De wetenschappelijke naam van de soort werd voor het eerst voorgesteld door Emmett Reid Dunn in 1937. Het is de enige soort uit het monotypische geslacht Crisantophis. Oorspronkelijk werd de naam Conophis nevermanni gebruikt en werd de soort tot het geslacht Conophis gerekend. De soortaanduiding nevermanni is een eerbetoon aan Wilhelm Heinrich Ferdinand Nevermann (1881–1938).

## Verspreiding en habitat
Crisantophis nevermanni komt voor in delen van Midden-Amerika en leeft in de landen Guatemala, Costa Rica, El Salvador, Honduras en Nicaragua. De habitat bestaat uit vochtige tropische en subtropische laaglandbossen, droge bossen en draslanden. De soort is aangetroffen op een hoogte van vier tot 1385 meter boven zeeniveau.

## Beschermingsstatus
Door de internationale natuurbeschermingsorganisatie IUCN is de beschermingsstatus 'veilig' toegewezen (Least Concern of LC).